# 雷蛇
雷蛇屬（學名：Bolyeria）是蛇亞目島蚺科下的一個相信已經絕滅的單型屬，屬下只有曾聚居於毛里裘斯的雷蛇（又稱「圓島雷蛇」，B. multocarinata）一種蛇類，目前未有任何亞種被確認。紀錄中最後一次人類發現雷蛇蹤影的時候是1975年，地點是毛里裘斯的圓島，此後再無人發現過雷蛇出沒，因此相信牠們已經絕種。

## 特徵
雷蛇在相信已滅絕之前，只分布於區區1.5平方公里的細小範圍裡，牠們棲息於喬木樹林或熱帶草原之中。雷蛇體長約有一米，身體以棕色為主。牠們的鼻端較為尖銳，體型仿似圓筒。在1949年的時候，雷蛇的數量已經因為過少而備受關注，自1975年後更加從此銷聲匿跡。相信牠們滅絕的原因，是因為其棲息地的植被被大量山羊及兔子嚼食，引致水土流失，令雷蛇生態大受影響，並相繼死亡。

## 地理分布
從前，雷蛇主要分布於毛里裘斯，尤多出沒於圓島一帶。記載中其標本產地是「積克遜港」，應為寫錯。

## 保育狀況
目前雷蛇已被世界自然保護聯盟列入「絕滅」等級（EX），這代表著雷蛇已經被確認為完全絕滅，是無一倖存的物種。

## 備註
1. 1 2 3 4  McDiarmid RW、Campbell JA、Touré T：《Snake Species of the World: A Taxonomic and Geographic Reference, vol. 1》頁511，Herpetologists' League，1999年。ISBN 1-893777-00-6
2. ↑  . ITIS. 2007  [18 August, 2007].
3. ↑  . ITIS. 2007  [18 August, 2007].
4. 1 2  世界自然保護聯盟瀕危物種紅色名錄：雷蛇 （页面存档备份，存于）
5. 1 2  Day, D：《The Doomsday Book of Animals》，倫敦：Ebury Press，1981年。ISBN 0-670-27987-0
6. ↑  .   [2008-07-08]. （原始内容存档于2006-07-18）.

## 外部連結
- （英文）TIGR毛蟲類資料庫：雷蛇